# Telamona spreta
Telamona spreta är en insektsart som beskrevs av Goding. Telamona spreta ingår i släktet Telamona och familjen hornstritar. Inga underarter finns listade i Catalogue of Life.